# Black Dog Barking
Black Dog Barking es el tercer álbum de estudio de la banda australiana de hard rock Airbourne y el siguiente al álbum anterior No Guts. No Glory.. El álbum estará listo para el lanzamiento en Europa y Australia el 17 de mayo de 2013, y en el mundo entero el 21 de mayo de 2013.
La banda citó esto tras anunciar la fecha de lanzamiento del álbum:

Mucho pensamiento y esfuerzo han sido puestos en este álbum no sólo por la banda, sino por el equipo de producción que trabajó horas y horas, siete días a la semana, incluso durante la Navidad y año nuevo para lograr las mejores prestaciones posibles, respaldado por auténticos tonos imperecederos. Ahora te lo entregamos a ti... por lo que levántate, rompe una cerveza y pon algo de rock 'n' roll en tu oreja!
Airbourne

## Lista de canciones
| Edición estándar |                                    |          |  |
| N.º              | Título                             | Duración |  |
| 1.               | «Ready to Rock»                    | 5:24     |  |
| 2.               | «Animalize»                        | 3:03     |  |
| 3.               | «No One Fits Me (Better Than You)» | 3:06     |  |
| 4.               | «Back in the Game»                 | 3:25     |  |
| 5.               | «Firepower»                        | 2:59     |  |
| 6.               | «Live It Up»                       | 4:26     |  |
| 7.               | «Woman Like That»                  | 3:14     |  |
| 8.               | «Hungry»                           | 2:56     |  |
| 9.               | «Cradle to the Grave»              | 3:22     |  |
| 10.              | «Black Dog Barking»                | 2:59     |  |
| 34:54            |                                    |          |  |

| Edición deluxe |                                         |          |  |
| N.º            | Título                                  | Duración |  |
| 11.            | «Jack Attack»                           | 2:52     |  |
| 12.            | «You Got the Skills (to Pay the Bills)» | 3:33     |  |
| 13.            | «Party in the Penthouse»                | 3:09     |  |
| 44:28          |                                         |          |  |

## Créditos
- Joel O'Keeffe - vocalista, guitarra eléctrica
- David Roads - guitarra rítmica, corista
- Justin Street - bajista, corista
- Ryan O'Keeffe - batería